# Nekrolog 1356
Nekrolog
◄◄
| ◄
| 1352
| 1353
| 1354
| 1355
| 1356 | 1357 | 1358 | 1359 | 1360 | ► | ►►
Weitere Ereignisse | Allgemeiner Nekrolog 1356
Die Beschreibung der verstorbenen Person sollte so kurz wie möglich gehalten sein und nur deren signifikante Tätigkeit(en) enthalten.
Neue Namen ggf. auch unter dem Geburts- und Sterbedatum, also etwa unter 1. Januar und im Geburts- und Sterbejahr (2024) eintragen (nur bei entsprechender großer Wichtigkeit). Für Beispiele siehe die schon vorhandenen Artikel.
Außerdem über die fünf zuletzt Verstorbenen, zu denen es einen ausreichend guten Artikel für eine Präsentation auf der Hauptseite gibt, nach der todesbedingten Überarbeitung der Artikel ggf. auch unter Wikipedia Diskussion:Hauptseite informieren und sie am besten auch in den anderen Wikipedia-Sprachversionen eintragen. Tipp: Regelmäßig bei news.google.de nach „ist tot“, „gestorben“ oder „verstorben“ suchen.
Wenn eine Person gestorben ist, gibt es viele Seiten zu dieser Person in der Wikipedia, die davon auch betroffen sind und entsprechend aktualisiert werden müssen. Beispiele: Namenübersichtsseite, Geburtsjahr, Geburtsort-Seiten und viele mehr.
Wie finde ich die betroffenen Seiten?
Im Suchfeld auf der linken Seite gibt man den Suchbegriff so ein: „Vorname Nachname“. Dann klickt man auf Volltext und alle Seiten mit entsprechendem Suchtext werden aufgerufen. Hier sieht man dann schnell, wo auch das Todesjahr Sinn macht oder sogar ein Teil des Artikels angepasst werden muss. Auch hilft das „Werkzeug“ auf der linken Seite sehr gut, um solche Seiten aufzufinden: „Links auf diese Seite“. Somit ist die Wikipedia wieder aktuell in allen Bereichen! Hinweis: bei Eintragung der Kategorie „Gestorben JAHR“ wird der Missbrauchsfilter 49 ausgelöst, was jedoch nicht schlimm ist. Siehe: Spezial:Missbrauchsfilter/49
Dies ist eine Liste von im Jahr 1356 verstorbenen bekannten Persönlichkeiten. Die Einträge erfolgen innerhalb der einzelnen Daten alphabetisch sortiert. Tiere sind im Nekrolog für Tiere zu finden.

## Januar
| Tag        | Name            | Beruf, bekannt als   | Alter | Beleg |
| ---------- | --------------- | -------------------- | ----- | ----- |
| 21. Januar | Johann Windlock | Bischof von Konstanz |       |       |

## März
| Tag      | Name               | Beruf, bekannt als                     | Alter | Beleg |
| -------- | ------------------ | -------------------------------------- | ----- | ----- |
| 3. März  | Johann Klingenberg | Ratsherr der Hansestadt Lübeck         |       |       |
| 11. März | Jean de Beaumont   | niederländischer Adliger und Militär   |       |       |
| 12. März | Rudolf I.          | Herzog und erster Kurfürst von Sachsen |       |       |

## Mai
| Tag     | Name             | Beruf, bekannt als                        | Alter | Beleg |
| ------- | ---------------- | ----------------------------------------- | ----- | ----- |
| 10. Mai | Konrad Groß      | Vertreter der Nürnberger Ratsfamilie Groß |       |       |
| 10. Mai | Martin Zindal    | Elekt von Ermland                         |       |       |
| 10. Mai | Rhys ap Gruffydd | walisischer Militär                       |       |       |

## Juni
| Tag      | Name                    | Beruf, bekannt als                                                                                           | Alter | Beleg |
| -------- | ----------------------- | --- | ----- | ----- |
| 8. Juni  | Elizabeth de Badlesmere | englische Adelige                                                                                            |       |       |
| 21. Juni | Bolko II.               | Herzog von Oppeln (1313–1356)                                                                                |       |       |
| 23. Juni | Margarethe I.           | Kaiserin des Heiligen Römischen Reiches, Gräfin von Holland, Seeland und Friesland sowie Gräfin von Hennegau |       |       |

## Juli
| Tag      | Name          | Beruf, bekannt als | Alter | Beleg |
| -------- | ------------- | ------------------ | ----- | ----- |
| 15. Juli | Heinrich III. | Bischof von Lavant |       |       |

## August
| Tag        | Name                | Beruf, bekannt als | Alter | Beleg |
| ---------- | ------------------- | ------------------ | ----- | ----- |
| 8. August  | Giovanni Gradenigo  | Doge von Venedig   |       |       |
| 11. August | Andreas von Wislica | Bischof            |       |       |

## September
| Tag           | Name                 | Beruf, bekannt als                                                                               | Alter | Beleg |
| ------------- | -------------------- | ------------------------------------------------------------------------------------------------ | ----- | ----- |
| 19. September | Geoffroy de Charny   | französischer Ritter und Autor                                                                   |       |       |
| 19. September | Jean de Clermont     | Herr von Chantilly, Marschall von Frankreich                                                     |       |       |
| 19. September | Pierre I. de Bourbon | Herzog von Bourbon                                                                               |       |       |
| 19. September | Walter VI.           | Graf von Brienne, Conversano und Lecce, Titularherzog von Athen, sowie Connétable von Frankreich |       |       |

## November
| Tag         | Name      | Beruf, bekannt als | Alter | Beleg |
| ----------- | --------- | ------------------ | ----- | ----- |
| 9. November | Friedrich | Graf von Freiburg  |       |       |

## Dezember
| Tag          | Name                 | Beruf, bekannt als                    | Alter | Beleg |
| ------------ | -------------------- | ------------------------------------- | ----- | ----- |
| 20. Dezember | Gaillard de la Mothe | französischer Kardinal                |       |       |
| 27. Dezember | Christine Ebner      | deutsche Dominikanerin und Mystikerin | 79    |       |

## Datum unbekannt
| Tag | Name                  | Beruf, bekannt als                                                                                 | Alter | Beleg |
| --- | --------------------- | -------------------------------------------------------------------------------------------------- | ----- | ----- |
|     | Konrad II. vom Graben | Herr von Graben und Grabenhofen                                                                    |       |       |
|     | Falscher Woldemar     | deutscher Hochstapler                                                                              |       |       |
|     | Johann III.           | deutscher Adliger, Herzog von Sachsen-Lauenburg (1344–1344)                                        |       |       |
|     | Jovan Oliver          | serbischer Adeliger                                                                                |       |       |
|     | Preljub               | serbischer Woiwode und Kaisar (Caesar), Statthalter von Thessalien unter Zar Stefan Uroš IV. Dušan |       |       |
|     | Wilhelm von Landstein | böhmischer Adeliger, Landeshauptmann von Mähren und Burggraf von Prag                              |       |       |